# Valensov akvedukt
Valensov akvedukt (turski: Bozdoğan Kemeri, doslovno "Akvedukt sivog sokola"; grčki: Ἀγωγός του ὕδατος, Agōgós tou hýdatos, što jednostavno znači "akvedukt") je rimski akvedukt koji je služio kao glavni izvor pitke vode za istočnorimsku prijestolnicu Konstantinopol (današnjiIstanbul u Turskoj). Ime je dobio po rimskom caru Valensu koji ga je dovršio u drugoj polovici 4. vijeka; iako je tokom vijekova bio oštećivan i van upotrebe, obnovljen je od strane otomanskih sultana i danas predstavlja jedno od najvećih istanbulskih znamenitosti.

## Vanjske poveznice
- 3D reconstruction of the Aquaeduct of Valens at the Byzantium 1200 project
- The Water Supply of Constantinople (Research Project)  Arhivirana inačica izvorne stranice od 17. veljače 2008. (Wayback Machine)
- Turkish Ministry of Culture - Water supply systems and cisterns of Constantinople